# 穆罕默德軍
穆罕默德军（Jaish-e-Mohammed）目前由馬蘇德·阿查爾領導，巴基斯坦激进组织，活跃在印控克什米尔地区。目標為趕出印度在克什米尔的驻军，連續對印度軍隊发动攻击行动。
2001年，穆罕默德军被列入联合国恐怖组织名单。
印度申请联合国安理会將穆罕默德軍头目馬蘇德·阿查爾列入制裁名单，2017年2月，中華人民共和國提出技术性搁置，8月2日，中華人民共和國再次寻求将这一申请的技术性搁置延长3个月。当时正值中印在洞朗对峙。中方立場認為克什米尔為三國爭議領土，但印度認為是自己領土，如果將當地反抗民兵列為恐怖組織且在印度提案下，等於承認印度對此一地區主權，此為無法接受。
2019年印度普爾瓦馬襲擊後，美、英、法等国再次提出将穆罕默德军领导人馬蘇德·阿查爾列入恐怖分子黑名单，中華人民共和國又一次要求技术性搁置此提議。2019年5月1日，在中國不再反對後，聯合國安理會通過把阿查爾列為恐怖分子。